# Tomás Serra Olives
Tomàs Serra Olives (Es Castell, 9 d'abril de 1944) és un mestre d'escacs menorquí, que té el títol de Mestre de la FIDE des de 2006. Ha estat tres vegades guanyador del Campionat d'Espanya sènior d'escacs (2009, 2010, 2012).

## Resultats destacats en competició
A principis dels anys 60, Serra era un dels més destacats jugadors d'escacs d'Espanya.
Serra va jugar representant Espanya en una Olimpíada d'escacs:
- El 1962, al segon tauler de reserva a la XV Olimpíada d'escacs a Varna (+5, =4, -1).

Serra va jugar amb Espanya a les preliminars del Campionat d'Europa per equips:
- El 1961, al setè tauler de les preliminars del 2n Campionat d'Europa per equips d'escacs (+0, =1, -1),

Serra ha participat reeixidament als campionats d'Espanya d'escacs sènior, competició que ha guanyat tres cops, els anys 2009, 2010, i 2012.